# العلاقات السويدية الغرينادية
العلاقات السويدية الغرينادية هي العلاقات الثنائية التي تجمع بين السويد وغرينادا.

## مقارنة بين البلدين
هذه مقارنة عامة ومرجعية للدولتين:
| وجه المقارنة                                              | السويد                                                                               | غرينادا                                |
| --------------------------------------------------------- | ------------------------------------------------------------------------------------ | -------------------------------------- |
| المساحة (كم2)                                             | 450.30 ألف                                                                           | 348                                    |
| عدد السكان (نسمة)                                         | 10.16 مليون                                                                          | 107.83 ألف                             |
| الكثافة السكانية (ن./كم²)                                 | 22.56                                                                                | 30.99 ألف                              |
| العاصمة                                                   | ستوكهولم                                                                             | سانت جورجز                             |
| اللغة الرسمية                                             | اللغة السويدية، لغات السامي، اللغة الفنلندية، منكيلي، اللغة الرومنية، اللغة اليديشية | لغة إنجليزية، إنكليزية غرنادة المولدة ‏ |
| العملة                                                    | كرونة سويدية                                                                         | دولار شرق الكاريبي                     |
| الناتج المحلي الإجمالي (بليون دولار)                      | 538.04 مليار                                                                         | 1.12 مليار                             |
| الناتج المحلي الإجمالي (تعادل القوة الشرائية) بليون دولار | 469.01 مليار                                                                         | 1.45 مليار                             |
| الناتج المحلي الإجمالي الاسمي للفرد دولار أمريكي          | 50.58 ألف                                                                            | 9.21 ألف                               |
| الناتج المحلي الإجمالي للفرد دولار أمريكي                 | 45.30 ألف                                                                            | 12.43 ألف                              |
| مؤشر التنمية البشرية                                      | 0.907                                                                                | 0.750                                  |
| رمز المكالمات الدولي                                      | +46                                                                                  | +1473                                  |
| رمز الإنترنت                                              | .se                                                                                  | .gd                                    |
| المنطقة الزمنية                                           | توقيت وسط أوروبا، ت ع م+01:00، ت ع م+02:00، أوروبا/ستوكهولم ‏                         | 00                                     |

## منظمات دولية مشتركة
يشترك البلدان في عضوية مجموعة من المنظمات الدولية، منها:
| علم المنظمة | اسم المنظمة                               | تاريخ انضمام السويد | تاريخ انضمام غرينادا |
| ----------- | ----------------------------------------- | ------------------- | -------------------- |
|             | الاتحاد البريدي العالمي                   | ?                   | ?                    |
|             | يونسكو                                    | 23 يناير 1950       | 17 فبراير 1975       |
|             | البنك الدولي للإنشاء والتعمير             | 31 أغسطس 1951       | 27 أغسطس 1975        |
|             | منظمة التجارة العالمية                    | 1995                | ?                    |
|             | وكالة ضمان الاستثمار متعدد الأطراف        | 12 أبريل 1988       | 12 أبريل 1988        |
|             | الاتحاد الدولي للاتصالات                  | 1866                | 17 نوفمبر 1981       |
|             | منظمة الشرطة الجنائية الدولية             | ?                   | ?                    |
|             | مؤسسة التمويل الدولية                     | 20 يوليو 1956       | 28 أغسطس 1975        |
|             | الأمم المتحدة                             | 19 نوفمبر 1946      | 17 سبتمبر 1974       |
|             | مؤسسة التنمية الدولية                     | 24 سبتمبر 1960      | 28 أغسطس 1975        |
|             | منظمة حظر الأسلحة الكيميائية              | ?                   | ?                    |
|             | المركز الدولي لتسوية المنازعات الاستشارية | 28 يناير 1967       | 23 يونيو 1991        |

## وصلات خارجية
- موقع وزارة الخارجية السويدية